# John Budden
John Budden oder John Boden (* 1566 Canford Magna; † 11. Juni 1620) war ein englischer Jurist, Regius Professor of Civil Law (1611–1600) und Leiter der Broadgates Hall (1609–1618), später in Pembroke College umbenannt.

## Leben
John wurde in Canford, Dorset, als Sohn von John Budden geboren. Er wurde am 29. September 1582 im Merton College der University of Oxford aufgenommen, wurde Schüler am Trinity College am 30. Mai 1583, erhielt sein Bachelor of Arts (B.A.) am 29. Oktober 1586, Master of Arts (M.A.) am 27. Juni 1589, und Bachelor of Civil Law (B.C.L.) und Doktor der kanonischen Rechte (D.C.L.) am 8. Juli 1602. Auf Anforderung von Thomas Allen wechselte er um 1587 zur Gloucester Hall, das später als Anhang des St John’s College weiterexistierte, und widmete sich dem Civil Law.
Vor 1602 wurde er Reader in Philosophie am Magdalen College und Leiter der New Inn Hall, an dessen Stelle heute St Peter’s College steht. 1611 übernahm er die Regius Professur, die nach dem Tod seines Vorgängers Albericus Gentilis zwei Jahre vakant geblieben war und hielt sie bis zu seinem Tod. Zuvor hatte er Gentilis schon einige Zeit in den Vorlesungen vertreten. Er verstarb in Broadgates Hall am 11. Juni 1620 und wurde in der benachbarten Kirche St. Aldate beigesetzt.

## Leistungen
1602 schrieb er eine Biografie des Bischofs William Waynflete und 1607 von Erzbischof John Morton. Die erste wurde von William Bates veröffentlicht und 1681 unter dem Titel Vitæ selectorum aliquot virorum erneut aufgelegt. Budden übersetzte englische Werke ins Lateinische, beispielsweise Thomas Bodleys Statutes of the Public Library und Thomas Smiths Commonwealth of England (1610, weitere Ausgaben 1625 und 1630). Weiter übersetzte er aus dem Französischen ins Englische Pierre Ayraults A Discourse for Parents' Honour and Authority over their Children (London, 1614), das dem Erzbischof von York, Tobias Matthew, gewidmet war.